# 川井優恵乃
川井 優恵乃（かわい ゆえの、1995年1月20日 - ）は、株式会社Meilyの代表取締役社長。神奈川県出身、中央大学卒業。

## 略歴
2014年 4月   中央大学経済学部学部情報システム学科 入学
2018年 11月 株式会社Meilyを設立
2019年 3月   中央大学経済学部学部情報システム学科 卒業

## 人物
大学在学中に総額430万円以上の美容整形を行った経験を通じて、美容医療市場の課題解決を決意。
美容医療・美容整形に批判的な日本社会をアップデートするために、創業してから、女子大生起業家としてCodeRepublicのDemoDay登壇をはじめ、積極的に活動を行う。